# Amantul

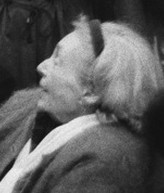
Autoarea romanului Amantul, Marguerite Duras.

Amantul (titlu original în limba franceză: L'Amant) este un roman, o autobiografie sub forma unei narațiuni scrisă în anul 1984 de Marguerite Duras. Romanul a fost în același an distins cu premiul Prix Goncourt. 

## Acțiune
Acțiunea romanului are loc prin anii 1930 în  Indochina, care a fost o colonie franceză, azi statul Vietnam. Duras descrie istoria unei fetițe franceze de 15 ani, care a copilărit în Asia de Sud Est, ea a întâlnește pe un vapor de pe fluviul Mékong un bărbat  de 27 de ani. Urmează un salt în timp fiind descris Parisul în timpul celui de al doilea război mondial. Reîntoarsă acasă, are relații sexuale pătimașe cu un chinez bogat, o relație pur sexuală lipsită de simțăminte profunde de dragoste. Fata este orfană din partea tatălui iar mama ei este descrisă ca nebună, care se pare că nu sesizează escapadele fetei cu chinezul. Fratele mai mare al ei, un tip răutăcios este adorat de mama lor. Singurul care este de partea fetei este fratele mai mic dar acesta moare timpuriu. Romanul a fost transpus sub același titlu pe ecran în anul 1992, sub regia lui  Jean-Jaques Annaud, rolurile principale au fost jucate de Tony Leung Ka-Fai și Jane March. Autoarea spre deosebire de film se distanțează de descrieri erotice.

## Ecranizări
- 1992 Amantul (L´Amant), regia Jean-Jaques Annaud